# سلسله صوفیان
سلسلهٔ صوفیان نام دودمانی ترکی-مغولی  بود که بر خوارزم حکم می‌راندند. هرچند که استقلال این دودمان کوتاه بود اما تا زمان سقوط خوارزم توسط شیبانیان، صوفیان به عنوان دست‌نشاندگان تیموریان بر این سامان حکم راندند. بر خلاف حاکمان پیشین خوارزم، صوفیان هیچ‌گاه از عنوان خوارزمشاه استفاده نکردند.

## تاریخچه

### حسین صوفی
پس از ضمیمه‌شدن خوارزم به امپراتوری مغول در اوایل قرن سیزدهم میلادی، این سرزمین به دوبخش مجزا تقسیم شد. قسمت شمالی به اردوی سفید رسید و قسمت جنوبی به خانات جغتای. این تقسیم تا سال ۱۳۵۰ میلادی که صوفیان قدرت را در خوارزم به دست گرفتند ادامه داشت.
نخستین حاکم صوفی، حسین صوفی از طایفهٔ قنقرات بود. او بر گرگانج و تمامی مناطق شمالی خوارزم دست یافت. در ۱۳۶۴ میلادی در این سرزمین به نام خود سکه ضرب کرد. او همچنین با استفاده از مشکلات فرارود بر خیوه و کاث که جزئی از خانات جغتای بودند دست یافت.
دست‌اندازی به سرزمین‌هایی که قسمتی از خانات جغتای شناخته می‌شد خوارزم را از رویارویی با تیمور ناگزیر کرد. در زمان تصرف کاث و خیوه، فرارود فاقد حاکم مقتدری بود اما در ۱۳۶۹ میلادی تیمور فرارود را متحد کرده بود. تیمور که خان جغتای را بازیچهٔ خود کرده‌بود آن‌قدر احساس قدرت می‌کرد که در ۱۳۷۰ میلادی تقاضای باز پس‌گیری خیوه و کاث را از حسین صوفی کند.
خودداری حسین صوفی از بازگرداندن خوارزم جنوبی در سال ۱۳۷۲ میلادی تیمور را به رویارویی با او کشانید. کاث به سرعت سقوط کرد، حسین صوفی مصمم شد که گرگانج را مستحکم کند و در آنجا اقامت کند. گرگانج به محاصرهٔ نیروهای تیمور درآمد و در همین زمان حسین صوفی در گذشت.

### یوسف صوفی
با درگذشت حسین صوفی برادرش یوسف صوفی جانشین وی شد. او قرارداد صلحی با تیمور بست و کاث و خیوه را به تیمور داد در نتیجه سپاهیان تیمور خوارزم شمالی را رها کردند. در سال‌های بعد تهاجم‌های حسین صوفی برای گسترش قلمروش و تلاشش برای بازپس‌گیری کاث و خیوه تیمور را به رویارویی دوباره با او برانگیخت. تیمور دومین لشگرکشی به قلمرو صوفیان را در سال ۱۳۷۳ میلادی آغاز کرد اما یوسف صوفی به سرعت عذر خواهی کرد و برای تحکیم صلح دخترش را به عقد پسر تیمور جهانگیر درآورد.
ادامهٔ تهاجمات یوسف صوفی به قلمرو تیمور لشگرکشی دیگری را در سال ۱۳۷۹ میلادی موجب شد. اینبار گرگانج محاصره شد و یوسف صوفی در میانهٔ محاصره درگذشت. تیمور از محافظان شهر تقاضای گشودن آن را کرد. مردم شهر تقاضای تیمور را رد کردند در نتیجه پس از گشوده‌شدن شهر توسط سپاه تیمور، قتل‌عامی بزرگ صورت پذیرفت و شهر در آتش سوخت.

### سلیمان صوفی
شکست صوفیان به‌وسیلهٔ تیمور تزلزلی در خواست‌شان برای حکومت بر خوارزم ایجاد نکرد. سلیمان صوفی با خان اردوی زرین، تقتمش خان متحد شد و در ۱۳۸۷ میلادی در هماهنگی با حملهٔ خان به فرارود، دست به شورش زد. تیمور به سرعت در مقابل سلیمان‌شاه دست به عمل زد، خوارزم را مسخر ساخت و شورش را سرکوب کرد.

### صوفیان متأخر
علی‌رقم از دست‌دادن استقلال‌شان، صوفیان همچنان نقش مؤثری در امپراتوری تیمور ایفا کرند. در اواخر قرن چهاردهم میلادی از یعقوق صوفی که مقام بالا در ارتش تیموری داشته‌است یاد شده که احتمال می‌رود از نسل صوفیان خوارزم باشد.
در قرن پانزدهم میلادی خوارزم بیشتر توسط تیموریان اداره می‌شده البته بعضی موارد به دست خان‌های اردوی زرین می‌افتاده همانند ازبک‌ها. در این زمان صوفیان قدرت را در برخی مناطق حفظ کرده بودند. در ۱۴۶۴ میلادی از عثمان محمد صوفی یاد شده‌است. در ۱۵۰۵ چین صوفی در رأس قدرت بود اما در همان سال محمد شیبانی به خوارزم یورش برد و خوارزم را ضمیمهٔ حکومت خود کرد.